# Spy
Spy és una pel·lícula estrenada en el 2015, dirigida i escrita per Paul Feig. La comèdia és protagonitzada per Melissa McCarthy, Rose Byrne, Jason Statham, Miranda Hart, Bobby Cannavale, Allison Janney i Jude Law. Es va estrenar el 5 de juny de 2015 als Estats Units.
El rodatge va començar el 31 de març de 2014 a Budapest. Va ser produïda per Feigco Entertainment i Chernin Entertainment, mentre que 20th Century Fox distribueix la pel·lícula.

## Repartiment
- Melissa McCarthy: Susan Cooper[3]
- Rose Byrne: Rayna Boyanov[4]
- Jason Statham: Rick Ford[5]
- Jude Law: Bradley Fini[6]
- Bobby Cannavale: Sergio De Lucca[7]
- Miranda Hart: Nancy B. Artingstall[8]
- Bruna Baccarin: Karen Walker
- Allison Janney: Elaine Crocker
- Zach Woods: Home amb corbata violeta[9]
- Jessica Chaffin: Sharon[10]
- 50 Cent: ell mateix[11]
- Verka Serduchka: ell mateix[12]
- Nargis Fakhri: Lia[13]
- Peter Serafinowicz: Aldo[14]
- Björn Gustafsson: Anton[14]
- Richard Brake: Solsa Dudaev
- Carlos Ponce: Matthew Wright

## Producció
El 18 de juny de 2013, es va anunciar que Paul Feig estava desenvolupant Susan Cooper, una pel·lícula d'espies i de comèdia per 20th Century Fox. Feig planejava escriure i dirigir la pel·lícula. El 12 de novembre de 2013, Fox va anunciar una data d'estrena pel 22 de maig de 2015. El 28 de març de 2014, el títol de la pel·lícula va ser canviat a Spy.

### Elecció del repartiment
El 25 de juliol de 2013, es va confirmar que Melissa McCarthy estava en negociacions per ser Susan Cooper, una versió femenina còmica de James Bond. El 17 d'octubre, Rose Byrne també es va unir a l'elenc. El 21 d'octubre, es va informar que Jason Statham s'havia trobat amb Feig per unir-se al repartiment; ho va fer el 26 de febrer de 2014.
El 6 de maig de 2014, es va informar que l'actor Jude Law estava en les últimes converses per unir-se a l'elenc. El 12 de març, es va revelar que l'actriu Nargis Fakhri faria el seu debut a Hollywood. El 28 de març, Miranda Hart també es va unir al repartiment, mentre que Bobby Cannavale i Nia Long estaven en les converses finals per fer-ho. L'1 d'abril, 50 Cent es va unir a l'elenc. El 24 d'abril, Feig va confirmar que s'unirien els actors còmics Peter Serafinowicz i Björn Gustafsson. El 30 d'abril, ho van fer Bruna Baccarin i Allison Janney. El 2 de maig, Zach Woods i el 29 de maig, Jessica Chaffin .

### Rodatge
El rodatge i la producció van començar el 31 de març de 2014 a Budapest, Hongria.

## Estrena
La pel·lícula es va estrenar el 22 de maig de 2015 per 20th Century Fox.